# Wilsonville (Alabama)
Pour les articles homonymes, voir Wilsonville.
Wilsonville est une municipalité américaine située dans le comté de Shelby en Alabama.
La famille de Henry W. Robertson est la première à s'implanter sur les lieux, en 1812. La localité est par la suite nommée en l'honneur d'Adam Wilson. Elle se développe grâce à l'arrivée du chemin de fer. Wilsonville devient une municipalité en 1897. En 1900, elle est la ville la plus peuplée du comté avec 1 600 habitants.
Selon le recensement de 2010, sa population est de 1 827 habitants. La municipalité s'étend alors sur une superficie de 10,85 milles carrés (28,1 km2), dont 1,23 milles carrés (3,19 km2) d'étendues d'eau.

## Démographie
| 1880 | 1900  | 1910 | 1920 | 1930 | 1940 | 1950 | 1960 |
| ---- | ----- | ---- | ---- | ---- | ---- | ---- | ---- |
| 93   | 1 095 | 933  | 815  | 770  | 749  | 692  | 683  |

| 1970 | 1980 | 1990  | 2000  | 2010  | - | - | - |
| ---- | ---- | ----- | ----- | ----- | - | - | - |
| 659  | 914  | 1 185 | 1 551 | 1 827 | - | - | - |